# 砂の上の恋人たち
『砂の上の恋人たち』（すなのうえのこいびとたち）は、関西テレビが制作し、フジテレビ系で1999年10月12日 - 12月21日の毎週火曜日22時 - 22時54分に放送された日本のテレビドラマ。伴一彦によるオリジナル脚本作品。全11話。

## あらすじ
高野朗は、恋人の友田ひとみと同僚の沢井絵里花と共にオーストラリアのパース郊外へ出掛ける。しかし、3人が砂遊びをしている最中に、辻谷黎子の乗ったバギーが突っ込んで来て、ひとみが跳ねられる。その場では平気な顔で立ち上がったひとみだったが翌朝、脳挫傷による死亡が確認される。間もなく、黎子とひとみは小学校時代の同級生同士と判明する。当時、母の自殺を「自分が、ひとみにいじめられたから」と誤解した過去があった事などから、ひとみに対する殺意を疑われる黎子だが、真実を知るために接近して来た朗と接触する内に、共通する苦しみによって、次第に惹かれあう様になる。

## キャスト
高野朗：長瀬智也
設計事務所に勤務。恋人を死なせた女として、黎子を憎悪していたが、彼女に対しての誤解を解き、次第に惹かれあう。黎子と関係を持った直後から色彩を失うが、最終話で回復する。本名は「あきら」だが、ひとみからは「ろう」と呼ばれる。
辻谷黎子：本上まなみ
小学校の同級生だったひとみを事故死させてしまう。過去に軋轢もあったが、母の死の真意を知った後に仲直りをしている。朗と同じく色彩を失うが、最終話で回復する。
沢井絵里花：奥菜恵
ひとみの親友。朗が勤務する設計事務所の同僚。死の原因となった黎子を憎み、嫌がらせを展開していたが、次第に変化してゆく。
友田ひとみ：菅野美穂
父を知らず、寂しい家庭環境だった事からいじめっ子だったが、黎子の母の自殺直後に改心。黎子と和解し天真爛漫な性格になってゆく。朗と交際していたが事故死してしまう。
山本秀樹：川端竜太
絵里花の恋人。
五十嵐麻衣：水谷妃里
圭一の妹。
村越：須永慶
修一郎が重役を務める不動産会社「北斗興産」の常務。
野口：飯田基祐
朗が勤務する設計事務所の上司。
友田良枝：涼風真世
ひとみの母。未婚でひとみを出産後、スナックを経営している。さばけた性格で娘に対しての愛情はあるものの、トラブルも多い。真摯に罪を償おうとする黎子と和解する。
辻谷修一郎：西岡徳馬
黎子の父で弁護士。　
五十嵐圭一：萩原聖人
黎子の婚約者。事故の犠牲者であるひとみ側の示談を担当する。黎子が次第に朗と惹かれあうようになり、嫉妬心を募らせていく。

## スタッフ
- 脚本：伴一彦
- 音楽：オノセイゲン
- 主題歌：「悦びに咲く花」ACO
- 企画：濱星彦
- プロデュース：鈴木伸太郎、大平雄司
- 演出：藤田明二、小野原和宏
- 制作：関西テレビ、共同テレビ

## サブタイトル
| 各話                                                       | 放送日   | サブタイトル     | 演出       | 視聴率 |
| ---------------------------------------------------------- | -------- | ---------------- | ---------- | ------ |
| 第1話                                                      | 10月12日 | 永遠の別れ       | 藤田明二   | 15.5%  |
| 第2話                                                      | 10月19日 | 憎しみから愛へ…  | 藤田明二   | 12.2%  |
| 第3話                                                      | 10月26日 | 衝撃の一夜       | 小野原和宏 | 10.5%  |
| 第4話                                                      | 11月02日 | 許されない愛     | 小野原和宏 | 10.4%  |
| 第5話                                                      | 11月09日 | とまどいのキス   | 藤田明二   | 10.6%  |
| 第6話                                                      | 11月16日 | 運命の再会       | 小野原和宏 | 9.5%   |
| 第7話                                                      | 11月23日 | 苦しすぎる愛     | 藤田明二   | 8.2%   |
| 第8話                                                      | 11月30日 | 愛と償いの果て   | 藤田明二   | 8.2%   |
| 第9話                                                      | 12月07日 | 暴かれていく秘密 | 小野原和宏 | 10.0%  |
| 第10話                                                     | 12月14日 | 愛の決断         | 小野原和宏 | 10.3%  |
| 最終話                                                     | 12月21日 | 宿命を越えて…    | 藤田明二   | 9.4%   |
| 平均視聴率 10.6%（視聴率は関東地区・ビデオリサーチ社調べ） |          |                  |            |        |